# Царицынский вестник
«Царицынский вестник» — первая большая общественно-политическая ежедневная газета Царицына, издававшаяся с 30 ноября 1897 года по 2 июня 1917 года. Выходила ежедневно, кроме послепраздничных дней. Всего вышло 5462 номера. Издатель-редактор газеты Евграф Дмитриевич Жигмановский, который более 12 лет издавал первую царицынскую газету «Волжско-Донской листок». Газета печаталась в типографии супруги Евграфа Жигмановского — Е.Г. Жигмановской.

## Содержание
Газета в основном состояла из четырёх полос, кроме некоторых номеров содержащих шесть полос. Первая и последние полосы заполнялась рекламой, а середина — общероссийскими, уездными и царицынскими новостями. Также помещались материалы на городские темы, большое внимание уделялось вопросам культуры — рецензии на спектакли, выставки, отчёты о деятельности учреждений образования, здравоохранения, благотворительных организаций. 

## История
В 1901—1903 гг. выходило приложение: «Торговый бюллетень на товары, обращающиеся на местном рынке», в 1901 и 1914 гг.: «Списки лиц и учреждений, имеющих право на участие в городских выборах». С февраля 1909 года выпускалось приложение — юмористический журнал «Смех». Редакция придерживалась умеренно-либеральной ориентации, в жандармских отчётах считалась оппозиционной. Во время революции 1905 года выступала за введение всеобщего избирательного права, к манифесту 17 октября отнеслась положительно, но с настороженностью. 
С 12 января 1906 года газета была закрыта распоряжением губернатора за «вредное направление» на полгода. Во время приостановки выходили газеты «Царицынский голос», «Царицынская молва», «Царицынский путь». Выход возобновился с 2 августа 1906 года. Сохранила умеренную оппозиционность и к кабинету П.А. Столыпина. Подвергалась постоянным цензурным преследованиям в форме штрафов на различные суммы и арестов тиража.
С началом Первой мировой войны редакция заняла ярко оборонческую позицию, выступая за войну до победного конца. Активно публиковала материалы шовинистического и ксенофобского характера. Приветствовала Февральскую революцию, полностью поддерживая Временное правительство. На почве личной неприязни подвергалась гонениям со стороны городского Временного исполнительного комитета. Ввиду этого в последнем номере за 2 июня 1917 года редакция заявила о приостановке выхода газеты на 1 год и 7 месяцев. Подписчики должны были получать новую газету «Республиканец», орган царицынской организации партии кадетов, очевидно, унаследовавшую и редакцию «Царицынского вестника».

## Авторы
Издатель и редактор Евграф Дмитриевич Жигмановский. С октября 1901 года соиздатель и второй редактор Е.Г. Жигмановская — супруга Евграфа Дмитриевича. С 29 июля 1911 года третий редактор П.В. Гвоздев. С 9 мая 1912 года третий редактор С.Е. Жигмановский — сын издателей. 